# Zentrumspartei (Island)
Die Zentrumspartei (übliche deutsche Übersetzung des isländischen Namens  Miðflokkurinn) ist eine politische Partei in Island. Sie spaltete sich 2017 von der Fortschrittspartei ab. Die Partei ist eng verbunden mit dem ehemaligen Ministerpräsidenten Sigmundur Davíð Gunnlaugsson. Entsprechend seiner politischen Schwerpunkte konzentriert sich das Programm der Partei auf Finanz- und Bankenpolitik sowie die Ablehnung eines EU-Beitritts des Landes. Ihre Themen sind auch, wie bei der Fortschrittspartei, in weiten Teilen auf die isländische Agrarwirtschaft und die ländliche Bevölkerung ausgerichtet. Aus der Parlamentswahl im Oktober 2017 ging die Zentrumspartei mit 10,9 % der Stimmen als viertstärkste Kraft hervor. Bei der Parlamentswahl im September 2021 erhielt die Partei noch 5,4 % der Stimmen und damit drei Sitze, die sich durch einen Parteiübertritt unmittelbar nach der Wahl aber auf zwei reduzierten. Bei der vorgezogenen Parlamentswahl im November 2024 verbesserte sie ihr Resultat auf 12,1 % der Stimmen und erhielt acht Sitze im Parlament.

## Geschichte
Die Entstehung der Zentrumspartei beruht auf dem politischen Schicksal von Sigmundur Davíð Gunnlaugsson. So finden sich die Reformforderungen für das isländische Bankensystem, die dem Wirtschaftswissenschaftler Sigmundur Davíð 2009 den politischen Aufstieg zum Vorsitzenden der Fortschrittspartei ermöglichten, heute als zentrale Elemente des Parteiprogramms, ähnlich auch seine EU-Skepsis. Von 2013 an amtierte er als Ministerpräsident Islands. Im April 2016 trat er wegen seiner Verwicklung in fragwürdige Finanzgeschäfte zurück, die durch die so genannten Panama Papers publik wurden. Im September 2016 wurde er als Vorsitzender der Fortschrittspartei abgewählt.
Ende Mai 2017 kündigte Sigmundur Davíð Gunnlaugsson die Gründung einer „Progressiven Gesellschaft“ (Framfarafélagið) an. Sie sollte vorerst nicht als Partei agieren, sondern als eine Art Thinktank Menschen verschiedener politischer und fachlicher Hintergründe vereinen, um Vorschläge insbesondere für die Sozialpolitik Islands auszuarbeiten. Ende September 2017 kündigte er schließlich die Gründung der Zentrumspartei an, die Anfang Oktober vollzogen wurde. Sigmundur Davíð Gunnlaugsson trat als Spitzenkandidat der Zentrumspartei bei der Parlamentswahl am 28. Oktober 2017 an.

## Politische Positionen
Die folgende Darstellung der politischen Positionen beruht auf dem Wahlkampf 2017.
Ein wichtiges Themenfeld ist die Organisation und Reform des isländischen Banken- und Finanzmarkts. So fordert die Zentrumspartei eine allgemeine Bankenreform, den Verbleib der Landsbanki in Staatseigentum und die erneute Übernahmen von Anteilen der Arion Bank (ehemals Kaupthing Bank) durch den Staat sowie deren teilweise Verteilung an die isländischen Bürger. Die Anteile an der Íslandsbanki im Staatsbesitz sollen hingegen an eine ausländische Bank verkauft werden, um den Wettbewerb in der Branche zu erhöhen. Zudem fordert die Zentrumspartei, dass die Wertsicherung durch Indexierung für bestimmte Kreditformen verboten wird, insbesondere für Konsumenten- und Wohnbaukredite. Die Sozialversicherungsabgaben für Unternehmen mit bis zu zehn Angestellten sollen gesenkt werden.
Den weiterhin als Möglichkeit diskutierten Beitritt Islands zur Europäischen Union (die Regierung Sigmundur Davíð Gunnlaugsson hatte das Beitrittsgesuch 2015 zurückgezogen) will die Partei verhindern.
Eine stärker sozial ausgerichtete Wohnungspolitik soll über nichtkommerzielle Wohnprojekte und über die Vergabe vergünstigter Wohnungsbaukredite verwirklicht werden. Wohnbauprojekte in den kalten Regionen des Landes sollen von der Mehrwertsteuer befreit werden. Pflegebedürftige Menschen sollen durch neue stationäre Einrichtungen sowie durch einen Ausbau ambulanter Pflegedienste eine bessere Versorgung erhalten. Die Bildungspolitik will die Zentrumspartei auf technische Ausbildungs- und Studiengänge konzentrieren. Zudem fordert sie eine Überarbeitung des Studienkredite-Systems.
Darüber hinaus vertritt die Zentrumspartei verschiedene Forderungen der Infrastruktur- und Regionalpolitik, darunter eine Verbesserung der Fährverbindungen und der Internet-Breitbandversorgung, den Bau einer neuen Universitätsklinik in Reykjavík sowie des geplanten Flughafens im Stadtteil Vatnsmýrin. Die isländische Landwirtschaft, insbesondere die Schafzucht, sowie die Tourismusindustrie will sie ins Zentrum der Wirtschaftsförderung rücken.
Weitere Forderungen sind die Neuordnung der Wahlkreise, mehr direkte Demokratie und der Ausbau der Elektromobilität.

## Vorsitzende
| Vorsitzender                 | Zeitraum |
| ---------------------------- | -------- |
| Sigmundur Davíð Gunnlaugsson | 2017–    |

## Wahlergebnisse
| Jahr | Stimmen | Prozent | +/−     | Sitze | +/− |
| ---- | ------- | ------- | ------- | ----- | --- |
| 2017 | 21.335  | 10,9 %  | +10,9 % | 7     | +7  |
| 2021 | 10.879  | 5,4 %   | −5,5 %  | 3     | −4  |
| 2024 | 25.700  | 12,1 %  | +6,7 %  | 8     | +5  |

Eine Untersuchung der Universität Island im Auftrag der Tageszeitung Morgunblaðið ergab im Oktober 2017, dass nahezu die Hälfte der Unterstützer der Zentrumspartei in der vorherigen Parlamentswahl für die Fortschrittspartei gestimmt hatten, rund ein Viertel für die liberal-konservative Unabhängigkeitspartei und insgesamt 13 % von der liberal-proeuropäischen Viðreisn sowie von der linksliberalen Björt framtíð.
Ende Februar 2019 haben sich zwei Parlamentarier, die im November 2018 infolge der Klaustur-Affäre aus der Partei Flokkur fólksins ausgeschlossen worden waren, der Zentrumspartei angeschlossen. Die Zahl ihrer Sitze hatte sich daher gegenüber dem Wahlergebnis 2017 von 7 auf 9 erhöht. Nach der Parlamentswahl im September 2021, in der die Zentrumspartei mit 5,4 % der Stimmen drei Sitze erhielt, wechselte Birgir Þórarinsson, der die Partei für ihren Umgang mit der Klaustur-Affäre kritisiert hatte, zur Unabhängigkeitspartei, wodurch die Zentrumspartei noch zwei Sitze im Althing hatte.
Bei der vorgezogenen Parlamentswahl vom 30. November 2024 erzielte die Partei ihr bisher bestes Resultat mit 12,1 % der Stimmen und acht Sitzen im Parlament. Sie ist damit die fünftstärkste Kraft, hinter Flokkur fólksins und vor der Fortschrittspartei.